# Molfetta
Molfetta is een Italiaanse stad in de regio Apulië, in de provincie Bari. De stad ligt aan de kust ten noorden van de stad Bari; dit zeer dichtbevolkt gebied draagt de naam Terra di Bari. De stad is zeer belangrijk voor de Apulische visserij.
De van afstand modern uitziende stad is gebouwd rondom het middeleeuwse centrum. Het meest in het oog springende monument is de twaalfde-eeuwse Duomo Vecchio aan de haven. Momenteel (2006) wordt het historische centrum van Molfetta grondig gerestaureerd.
Op twee kilometer afstand van de stad ligt de Pulo di Molfetta, een doline met een breedte van 170 meter en 35 meter diep. Hierin zijn bewijzen van neolithische bewoning gevonden.

## Geboren
- Giuseppe Saverio Poli (1746-1835), natuurkundige en bioloog
- Angelo Amato (1938-2024), kardinaal
- Nicola Ayroldi (1965), voetbalscheidsrechter

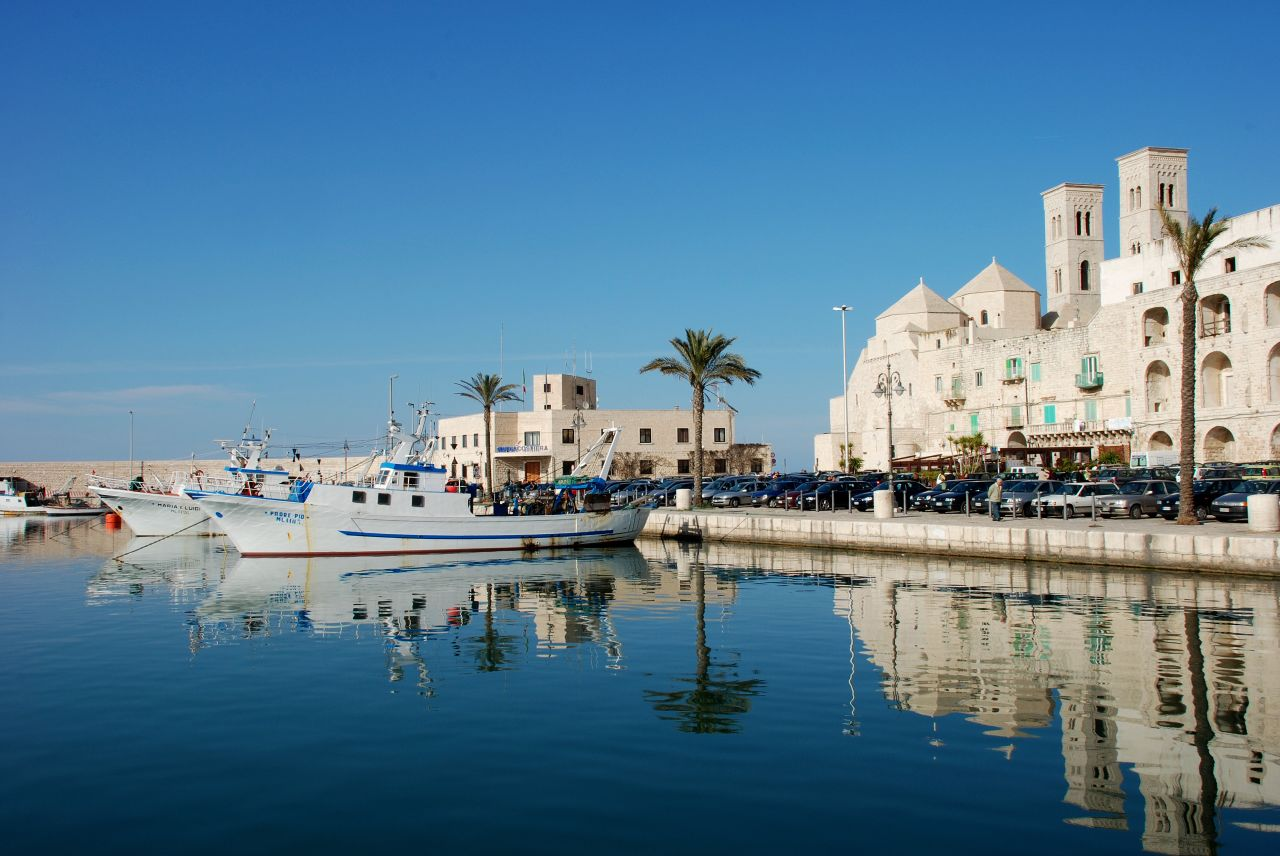
Haven, met rechts de Duomo